# Andrea Moretti
Andrea Moretti (Mantova, 13 novembre 1972) è un allenatore di rugby a 15 ed ex rugbista a 15 italiano, di ruolo tallonatore, campione d’Italia 2004-05 con Calvisano. Attualmente, è l'allenatore degli avanti della nazionale italiana.

## Biografia
Formatosi nel vivaio del Mantova a partire dall'età di 14 anni, nel 1993 venne notato da Franco Tonni, l'allora direttore sportivo dell'Arix Viadana, che lo portò a disputare il campionato di serie A2. Rimase quattro stagioni al Viadana, prima di trasferirsi al Petrarca in serie A1, la massima divisione, con cui disputò due finali scudetto in tre anni.
A Padova, si mise in evidenza a livello nazionale, ponendosi all'attenzione del commissario tecnico Georges Coste, che lo fece esordire il 16 ottobre 1997 in un incontro di Coppa Latina tra Italia e Romania. Fece successivamente parte della selezione che, agli ordini del subentrato C.T. Mascioletti, chiuse la Coppa del Mondo di rugby 1999 in Galles con 3 sconfitte su 3 incontri, incluso il 3-101 subìto dalla Nuova Zelanda.
Dopo una parentesi al Worcester per la stagione di RFU Championship 2000-01, sconfitto in finale promozione, tornò in Italia al Calvisano, club con il quale vinse una Coppa Italia e si laureò campione d'Italia 2004-05 dopo tre finali consecutive perse. Nel 2005 disputò il suo ultimo incontro in nazionale, con l'Argentina; in precedenza, nel Sei Nazioni 2002, aveva fatto la sua unica apparizione in tale torneo, contro l'Inghilterra a Roma.
Nel giugno 2006 rientrò al Viadana per chiudere la carriera da giocatore: con la squadra della bassa mantovana riuscì a vincere la Coppa Italia 2006-07 e una Supercoppa, prima di ritirarsi al termine della stagione seguente. L'ultima partita da giocatore fu con la maglia della storica formazione ad inviti dei Barbarians, con cui, il 9 aprile 2008 ad Edimburgo, giocò un match organizzato per il 150º anniversario dell'Edinburgh Academicals, club di origine di Stuart Moffat, giocatore scozzese anch'egli in forza al Viadana.
Nella stagione 2008-09 intraprese la carriera di allenatore divenendo assistente allenatore del Viadana e nel 2010 seguì il club nella confluenza negli Aironi, la franchise italiana in Celtic League, come allenatore degli avanti.
Nell'estate 2012, allo scioglimento della franchigia dopo soli due anni, venne ingaggiato come capo allenatore al Petrarca in Eccellenza, dove rimase fino a maggio del 2015, anno in cui divenne tecnico federale.
Dal 2015 al 2020 fu allenatore dell'Accademia FIR, prima in qualità di allenatore in seconda e poi, dal 2017, in veste di responsabile tecnico; contemporaneamente, dal 2017 al 2020 fu anche l'allenatore dell'Italia under 20 nel reparto degli avanti. Tecnico degli avanti delle Zebre nella stagione 2020-21, nel maggio 2021 viene annunciato come nuovo responsabile degli avanti della nazionale italiana.

## Palmarès
- Campionati italiani: 1
Calvisano: 2004-05
- Coppe Italia: 2
Calvisano: 2002-03
Viadana: 2006-07
- Supercoppe d'Italia: 1
Viadana: 2007